# Cuisine du Moyen-Orient
 (mai 2022).
La mise en forme du texte ne suit pas les recommandations de Wikipédia : il faut le « wikifier ».
Les points d'amélioration suivants sont les cas les plus fréquents. Le détail des points à revoir est peut-être précisé sur la page de discussion.
- Les titres sont pré-formatés par le logiciel. Ils ne sont ni en capitales, ni en gras.
- Le texte ne doit pas être écrit en capitales (les noms de famille non plus), ni en gras, ni en italique, ni en « petit »…
- Le gras n'est utilisé que pour surligner le titre de l'article dans l'introduction, une seule fois.
- L'italique est rarement utilisé : mots en langue étrangère, titres d'œuvres, noms de bateaux, etc.
- Les citations ne sont pas en italique mais en corps de texte normal. Elles sont entourées par des guillemets français : « et ».
- Les listes à puces sont à éviter, des paragraphes rédigés étant largement préférés. Les tableaux sont à réserver à la présentation de données structurées (résultats, etc.).
- Les appels de note de bas de page (petits chiffres en exposant, introduits par l'outil «  Source ») sont à placer entre la fin de phrase et le point final[comme ça].
- Les liens internes (vers d'autres articles de Wikipédia) sont à choisir avec parcimonie. Créez des liens vers des articles approfondissant le sujet. Les termes génériques sans rapport avec le sujet sont à éviter, ainsi que les répétitions de liens vers un même terme.
- Les liens externes sont à placer uniquement dans une section « Liens externes », à la fin de l'article. Ces liens sont à choisir avec parcimonie suivant les règles définies. Si un lien sert de source à l'article, son insertion dans le texte est à faire par les notes de bas de page.
- La présentation des références doit suivre les conventions bibliographiques. Il est recommandé d'utiliser les modèles {{Ouvrage}}, {{Chapitre}}, {{Article}}, {{Lien web}} et/ou {{Bibliographie}}. Le mode d'édition visuel peut mettre en forme automatiquement les références.
- Insérer une infobox (cadre d'informations à droite) n'est pas obligatoire pour parachever la mise en page.

Pour une aide détaillée, merci de consulter Aide:Wikification.
Si vous pensez que ces points ont été résolus, vous pouvez retirer ce bandeau et améliorer la mise en forme d'un autre article.

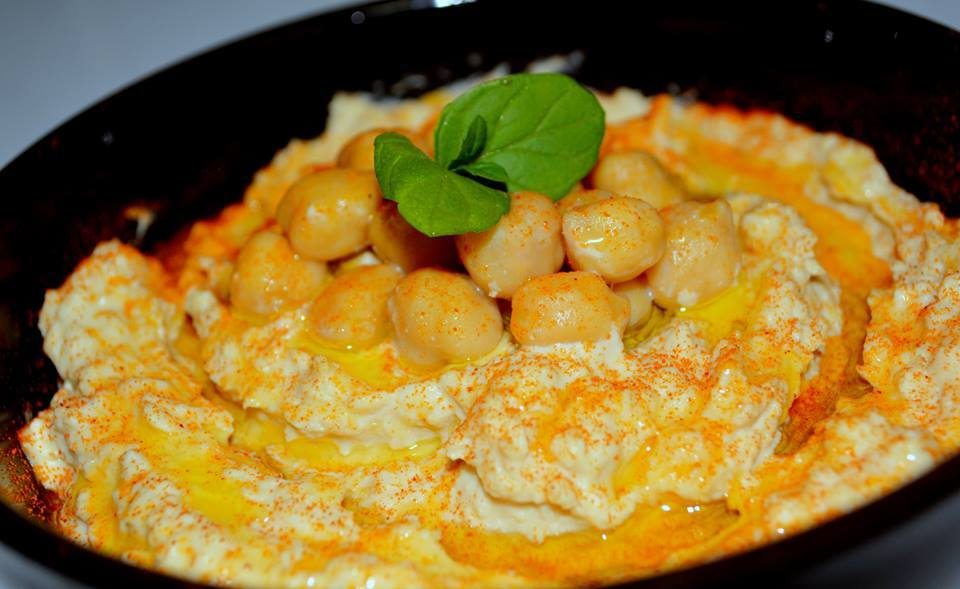
Houmous, une trempette levantine et égyptienne à base de purée de pois chiches.

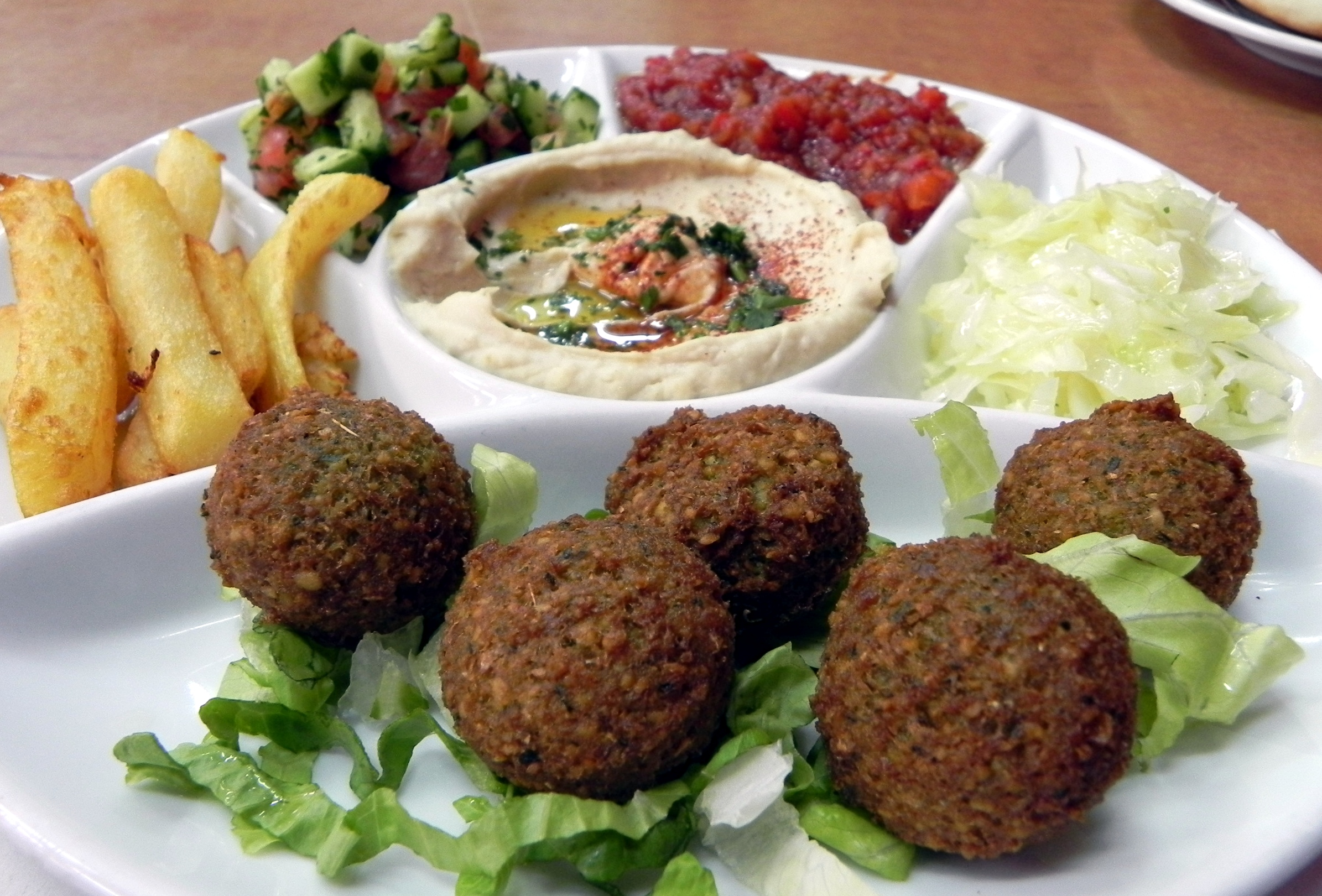
Portion au restaurant de Jérusalem, y compris falafel, houmous et salade.

La cuisine du Moyen-Orient connue également sous le nom de cuisine d'Asie occidentale comprend les cuisines arabe, arménienne, assyrienne, azerbaïdjanaise, chypriote, égyptienne, géorgienne, iranienne, irakienne, kurde, libanaise, palestinienne et turque. Les ingrédients communs incluent les olives et l'huile d'olive, les pitas, le miel, les graines de sésame, les dattes, le sumac, les pois chiches, la menthe, le riz et le persil, et les plats populaires incluent les brochettes, les dolmas, les falafels, les baklavas, le yaourt, le kebab, le shawarma et la mulukhiyah.

## Géographie

Principaux pays considérés comme faisant partie du Moyen-Orient.

Les pays considérés comme faisant partie du Moyen-Orient sont difficiles à déterminer car la définition a changé au fil du temps et d'une source à l'autre. Actuellement, les pays considérés comme faisant partie du Moyen-Orient sont les suivants : Bahreïn, Chypre, Égypte, Iran, Irak, Israël, Jordanie, Koweït, Palestine, Liban, Oman, Qatar, Arabie saoudite, Syrie, Turquie, Émirats arabes unis et Yémen. Cependant, la cuisine du Moyen-Orient comprend divers plats des cultures arabe, arménienne, assyrienne, azérie, chypriote, géorgienne, iranienne, israélienne, kurde, levantine et turque.

## Variétés

### Cuisines du Croissant Fertile
- Cuisine libanaise
- Cuisine chypriote
- Cuisine israélienne
- Cuisine mésopotamienne
- Cuisine assyrienne
- Cuisine égyptienne
- Cuisine palestinienne
- Cuisine syrienne

### Cuisines arabe
- Cuisine bahreïnienne
- Cuisine émiratie
- Cuisine jordanienne
- Cuisine koweitienne
- Cuisine omanie
- Cuisine qatarie
- Cuisine saoudienne
- Cuisine yéménite

### Caucase du Sud
- Cuisine arménienne
- Cuisine azérie
- Cuisine géorgienne
- Cuisine ossétienne

### Le reste
- Cuisine kurde
- Cuisine iranienne
- Cuisine turque

## Histoire et influences

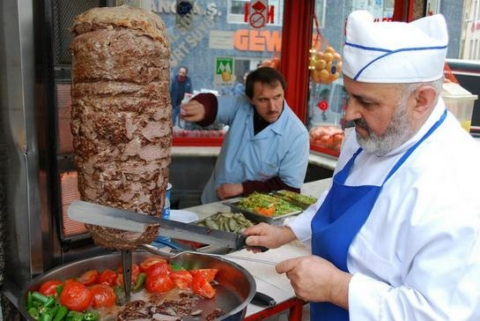
Döner kebab.

Le Moyen-Orient comprend le Croissant fertile, y compris la Mésopotamie ( Sumer, Akkad, Assyrie et Babylone ) où le blé fut cultivé pour la première fois, suivi du seigle, de l'orge, des lentilles, des haricots, des pistaches, des figues, des grenades, des dattes et d'autres aliments de base régionaux. La domestication des moutons, des chèvres et des bovins a également eu lieu dans la région. On y découvrit aussi la fermentation, pour faire lever le pain et faire de la bière en Mésopotamie et au Levant. De plus, les premières recettes qui furent écrites provenaient de cette région.
En tant que carrefour entre l'Europe, l'Asie, le Caucase et l'Afrique du Nord, il a été une plaque tournante de l'échange de nourriture et de recettes. Au cours du premier empire perse (vers 550-330 avant notre ère), les bases ont été posées pour la cuisine moderne du Moyen-Orient lorsque le riz, la volaille et les fruits ont été incorporés dans l'alimentation locale. Les figues, les dattes et les noix ont été apportées par les marchands vers les terres conquises, et les épices ont été apportées d'Orient,.
La région a notamment été influencée par les boulettes des envahisseurs mongols ; curcuma et autres épices d'Inde ; clous de girofle, grains de poivre et piment de la Jamaïque des îles aux épices ; le gombo d'Afrique et les tomates du Nouveau Monde.
La religion a eu une incidence sur la cuisine en faisant de l'agneau la viande principale puisque les juifs et les musulmans ne mangent pas de porc.
Le Coran, livre sacré de l'Islam, interdit strictement la consommation d'alcool, expliquant ainsi la raison pour laquelle ce sont les pays non islamiques qui produisent et exportent de l'alcool. Le meilleur exemple serait le vin produit au Liban, dans des vignobles tels que le Château Ksara, le Château Kefraya et le Château Masaya qui ont acquis une reconnaissance internationale. Le Château Ksara est aussi connu pour son arak ksarak. Al-Maza est la principale brasserie du Liban et était autrefois le seul producteur de bière du Moyen-Orient.
Avant 1979 (changement de régime), l'Iran était réputé pour sa production de vin,.
Des pâtisseries sucrées à base de pâte phyllo fine comme du papier et de café épais ont été apportées et introduites dans la région, sous l'Empire ottoman,,.

## Éléments

### Céréales
Les céréales sont à la base du régime alimentaire du Moyen-Orient, où le blé et le riz sont considérés comme des aliments de base. L'orge est également largement utilisée dans la région, et le maïs est en outre devenu courant dans certaines régions. Le pain est un aliment universel consommé sous une forme ou une autre par toutes les classes à presque tous les repas.
En plus du pain, le blé est également utilisé dans le boulghour et le couscous . Le boulghour est du blé concassé fabriqué en cuisant partiellement des grains de blé dans de l'eau, en les séchant au four (ou au soleil) et en les brisant en morceaux. Il est généralement cuit dans de l'eau avec des arômes, un peu comme le riz.
Le boulghour est également utilisé dans les pâtés à la viande et comme ingrédient dans les salades (notamment dans le taboulé avec du persil haché, de la tomate, du citron et de l'huile). La freekeh est un autre grain commun, fabriqué à partir de blé vert immature.
De nombreux types de riz sont produits et consommés dans la région. Le riz nature est servi sous les viandes grillées ou dans les ragoûts de viande et de légumes. Les plats de riz plus complexes contiennent des couches de viande, de légumes, de sauces, de noix ou de fruits secs.

### Arômes
Le beurre et le beurre clarifié (également connu sous le nom de smen), également ghee, sont traditionnellement l'huile préférée pour cuisiner. En outre, l'huile d'olive est répandue dans les zones côtières méditerranéennes, où les chrétiens l'utilisent pendant le carême et d'autres jeûnes qui interdisent la viande et les produits laitiers, et les Juifs l'utilisent à la place des graisses animales (comme le beurre) pour éviter de combiner viande et produits laitiers.
La plupart des régions du Moyen-Orient utilisent des épices. Un ragoût typique comprendra une petite quantité de cannelle, de muscade, de clou de girofle, de cumin et de coriandre. Le poivre noir est populaire et les piments sont utilisés occasionnellement, notamment comme sauce ou comme cornichons. Le persil et la menthe sont largement utilisés en cuisine et dans les salades.
Les mélanges de thym et de zaatar  sont courants en Syrie, au Liban, en Jordanie, en Palestine et en Israël, en plus d'un mélange de thym séché et de sumac (baies acides broyées) qui prévaut au petit-déjeuner avec de l'huile et du pain. Le sumac est également saupoudré sur les viandes grillées et l'ail est fréquemment utilisé dans de nombreux plats et salades.

### Influence religieuse

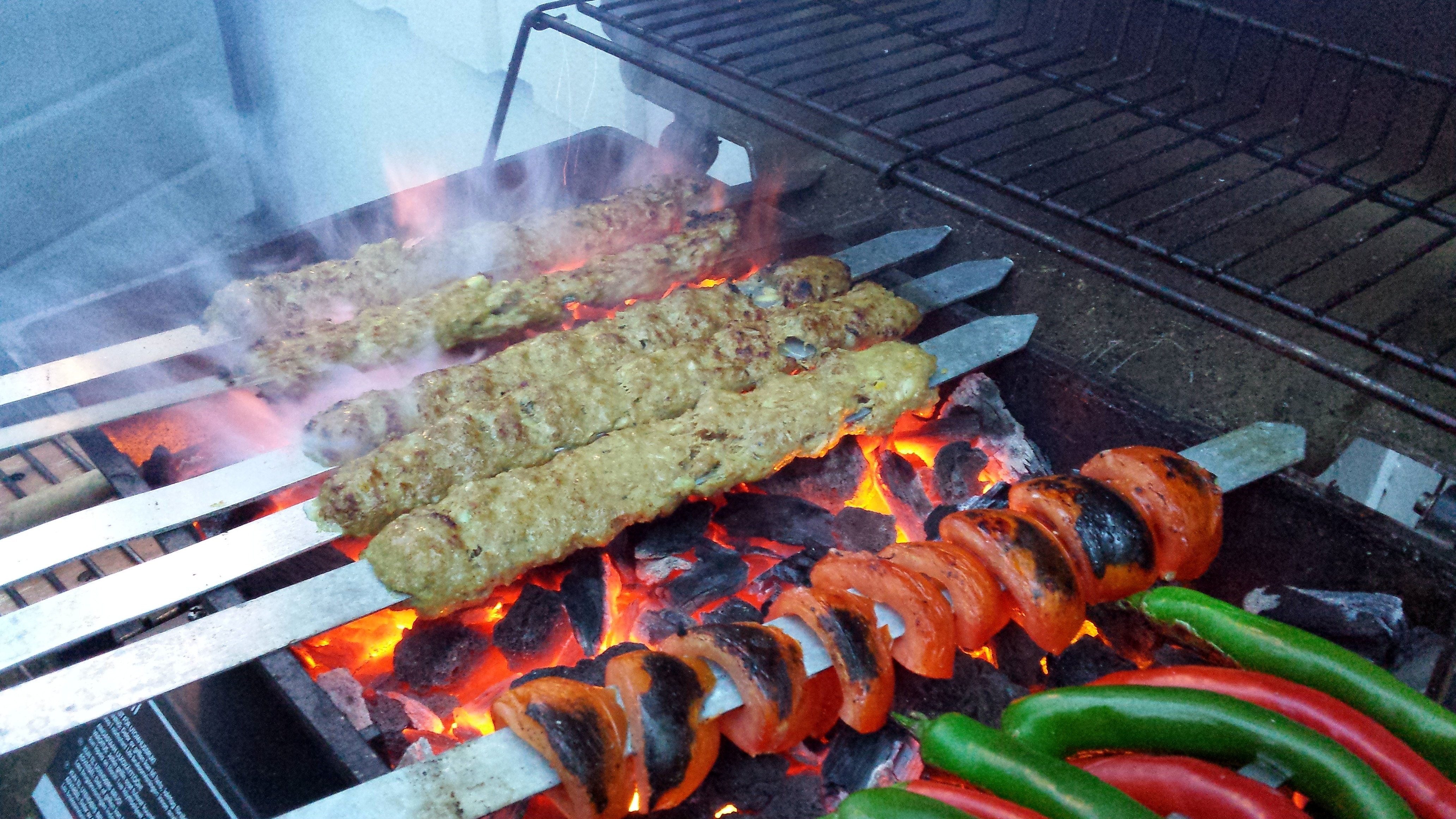
Koubideh kebab

L'agneau et le mouton sont les viandes préférées, car le porc est interdit par les lois alimentaires islamiques et juives.
Les viandes grillées ( kebabs ) sont populaires, avec de nombreuses variétés régionales. Le plus populaire est l'agneau en cubes sur des brochettes ( chiche-kebab ), et le poulet qui peut également être grillé de la même manière. Une autre grande variété est kefta kebab, fabriqué à partir de viande hachée mélangée à des oignons et des épices, disposé autour de la brochette comme une saucisse et grillé. Les kebabs sont généralement des plats de rue ou de restaurant, servis avec du pain, de la salade et des cornichons, et ne sont habituellement pas préparés à la maison.
Les ragoûts de viande et de légumes sont servis avec du riz, du boulghour ou du pain. La kebbé est une tarte (ou boulette) à base de viande et de céréales.
La kebbé la plus populaire est composée de viande hachée (généralement de l'agneau) et de boulghour, travaillés ensemble dans une pâte et farcis de viande hachée frite avec de l'oignon, des herbes et parfois des pignons de pin, ou des amandes et des raisins secs, préparés en petites boulettes individuelles (en forme de torpille) ou tranchés comme un gâteau et cuits sur une plaque allant au four avec deux couches de pâte farcie.
Une autre variante de la kebbé est la kebbé nayé, préparée en pilant de la viande crue et du boulghour avec des assaisonnements, servie avec du jus de citron et de la sauce chili pour tremper.

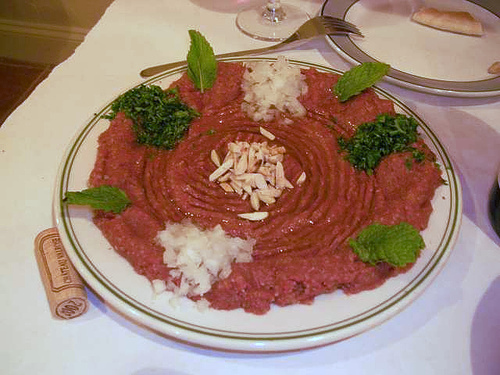
Kebbé nayé

### Légumes

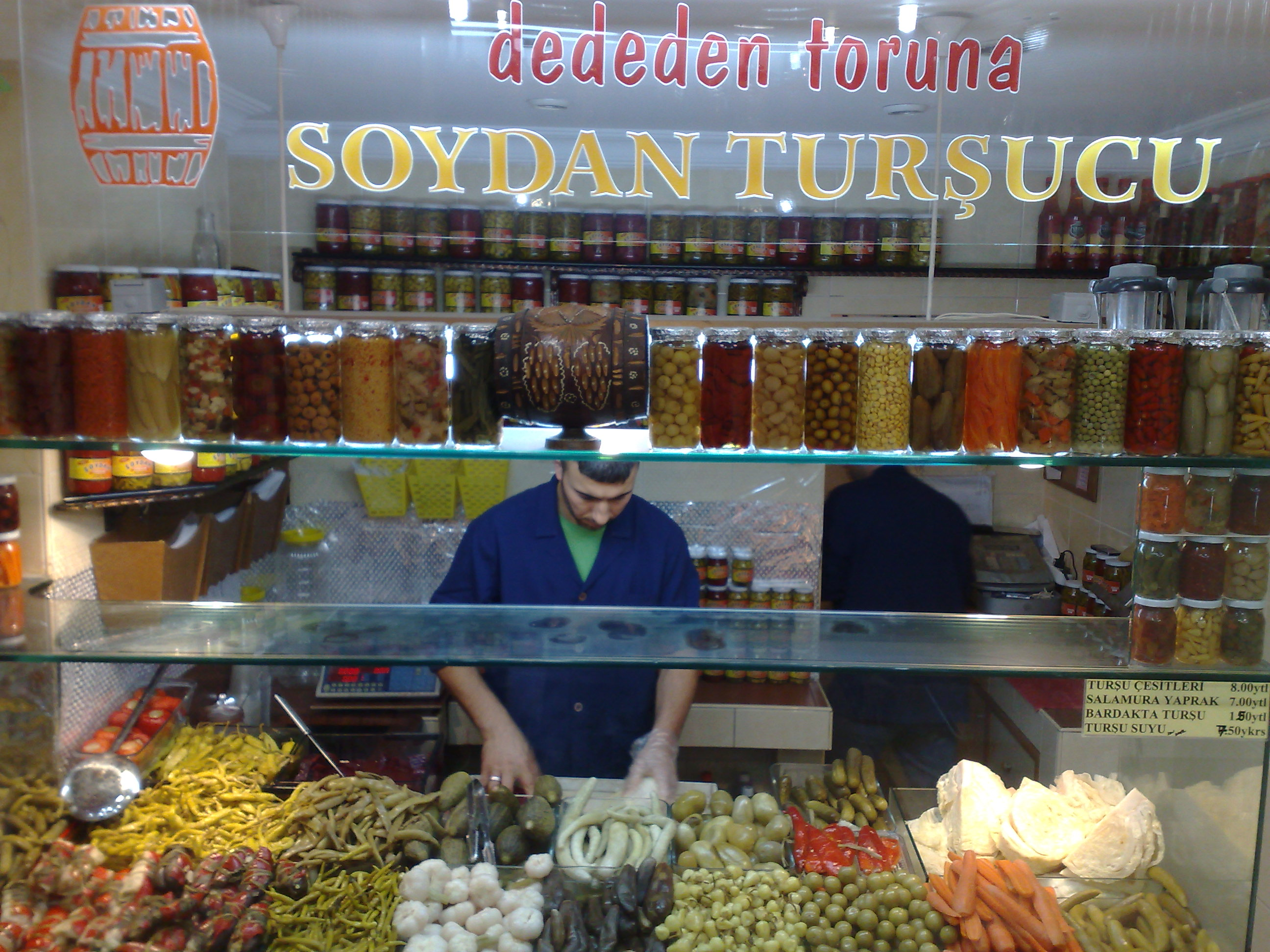
Le Torchi est un légume mariné servi dans de nombreux pays des Balkans et du Moyen-Orient

Les légumes et les légumineuses sont des aliments de base et sont bouillis, cuits, grillés, farcis et cuits avec de la viande et du riz. Les légumes-feuilles comprennent de nombreuses variétés de choux, d'épinards et de blettes. Les légumes-racines, tels que les oignons, l'ail, les carottes, les navets et les betteraves, sont également populaires dans la région.
La courge, la tomate, l'aubergine et le gombo sont des éléments distinctifs de la cuisine de la région. L'aubergine est souvent tranchée, frite et assaisonnée de yaourt et d'ail. Le Baba ganousch est une aubergine rôtie sur un feu ouvert, écrasée et assaisonnée de tahini (pâte de sésame), de jus de citron, d'ail et de cumin.
Étant l'ingrédient le plus omniprésent dans la cuisine du Moyen-Orient, la tomate est utilisée fraîchement dans les salades, cuite dans les ragoûts et les bouillons et grillée avec le kebab.
Les haricots et les légumineuses sont cruciaux pour le régime alimentaire régional, juste après les céréales. Les fèves sont consommées vertes et séchées. Les fèves séchées sont bouillies en foul medammas, l'un des aliments domestiques et de rue égyptiens les plus populaires. Quant aux fèves en purée, elles sont assaisonnées d'huile, de citron et de piment. Des plats similaires se retrouvent dans toute la région.

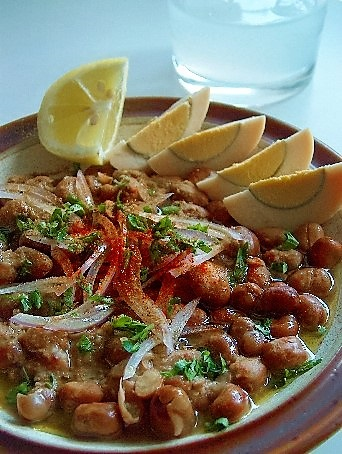
Le foul medammas servi avec des œufs durs tranchés

Le falafel, populaire en Europe et aux États-Unis, était à l'origine fabriqué à partir de fèves séchées formées en rissole avec des herbes et des épices, puis frites. Il est également fabriqué à partir de pois chiches, ou d'un mélange des deux. Les favas vertes sont cuites comme les autres haricots verts, bouillies et assaisonnées avec de l'huile ou cuites avec de la viande. Les haricots et les doliques à œil noir (Cornille) sont également bien connus.
Les lentilles, les pois cassés et les pois chiches sont très souvent utilisés dans les soupes et les salades, avec du riz ou de la viande. Le houmous, à base de pois chiches et de tahini, est originaire de Syrie et du Liban.

### Plats

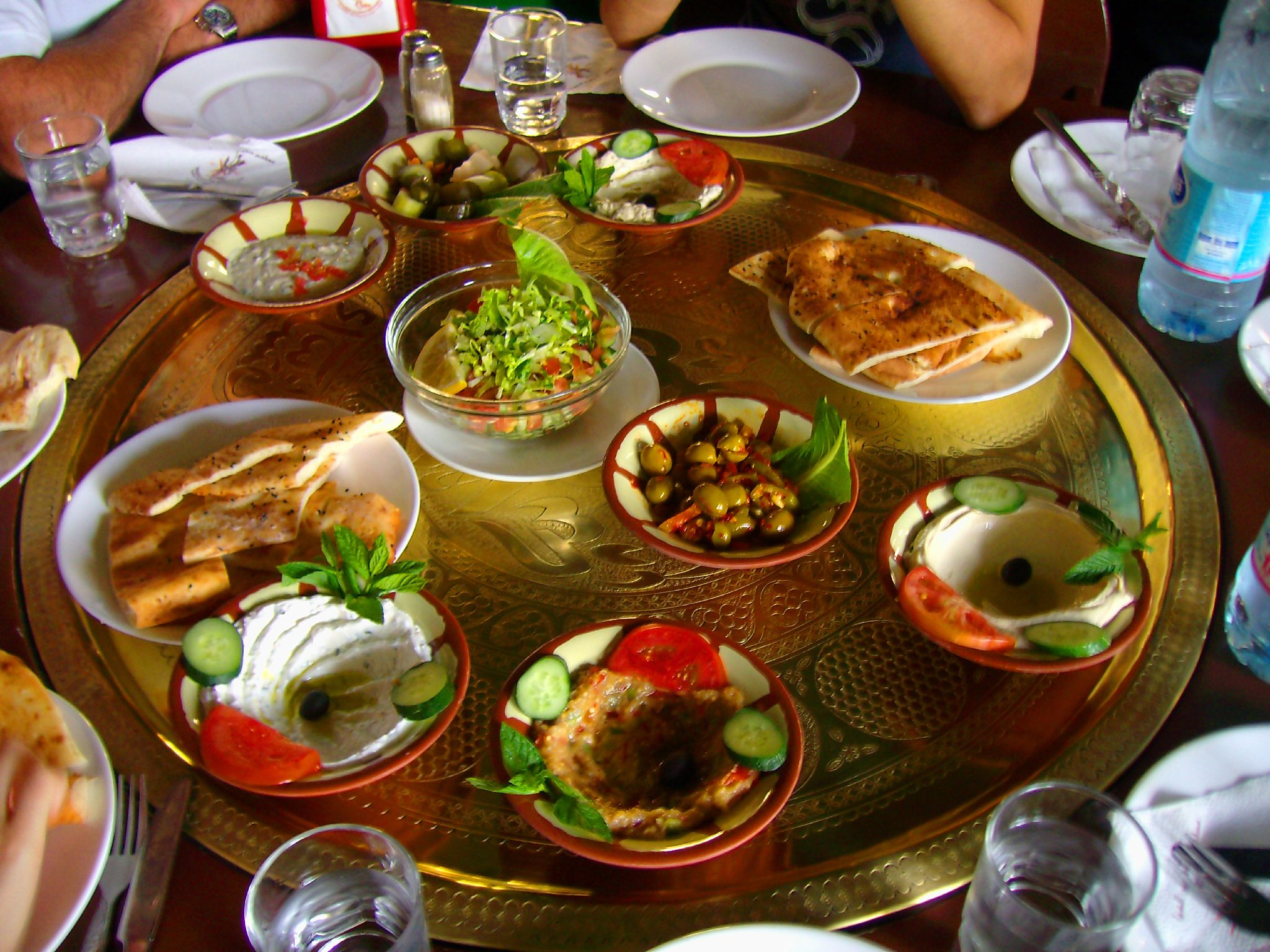
Le Mezzé est une sélection de petits plats servis avec des boissons alcoolisées, en plat ou en entrée dans les pays arabes, les pays turcs et l'Iran.

Les légumes farcis, un plat associé à la cuisine du Moyen-Orient, sont communément appelés dolma (mot turc signfiant "farcis") ou mahshi . Les feuilles de vigne, les blettes et le chou sont farcis de riz, de viande hachée, de pignons de pin et d'épices, et cuits dans de l'huile et des tomates. De nombreux légumes, tels que la courge, l'oignon, la tomate, l'aubergine, les poivrons et les carottes, sont également farcis et mijotés (ou cuits au four).
Le Mezzé est populaire dans tout le Moyen-Orient. Il se compose d'un certain nombre de petits plats (fromage, melon, noix, salades et trempettes telles que le taboulé, houmous et mutabbal/baba ganousch et les cornichons) et d'éléments plus substantiels, tels que la viande grillée, la kebbé et les saucisses .[réf. nécessaire]
Les Moyen-Orientaux consomment fréquemment du lait, frais ou aigre. Le yaourt est couramment consommé nature, également utilisé en cuisine et en vinaigrette, ou dilué comme boisson. La feta et le halloumi grecs sont les fromages les plus populaires de la région.

## Boissons

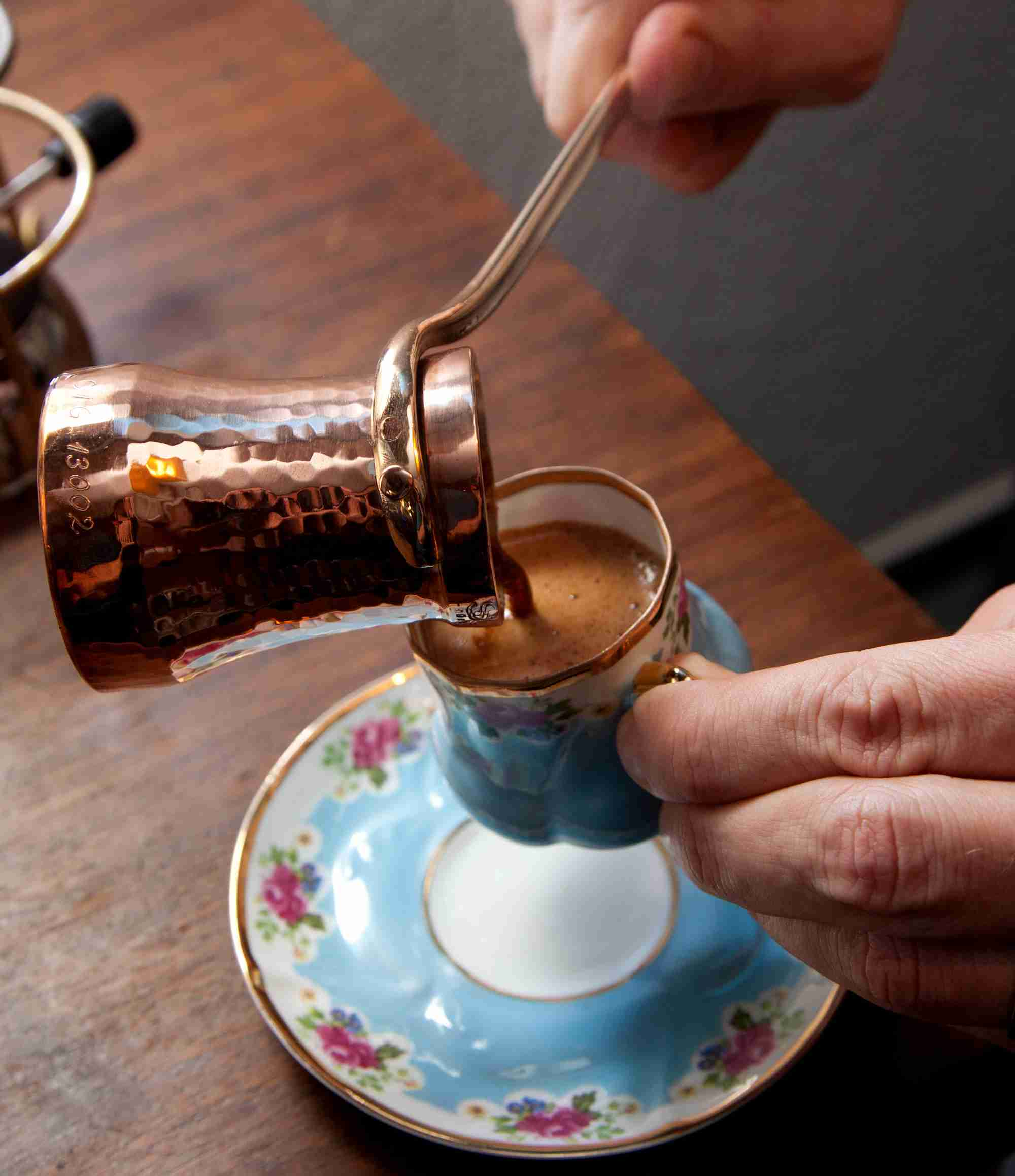
café turc

Le café turc est une boisson bien connue à l'échelle internationale. Plus épais que les autres cafés, il est fabriqué en faisant bouillir du café finement moulu dans de l'eau et en laissant le marc se déposer. Au cours des années 1980, le café instantané/soluble est devenu populaire.
L'arak est une boisson alcoolisée distillée à saveur d'anis, généralement diluée avec de l'eau et de la glace, et servie lors de rassemblements sociaux avec des mezzés.
Certains chrétiens, comme les Assyriens, les Arméniens, les Chypriotes et les Maronites fabriquent leur propre bière et vin.
Le sirop de Kamardine, une boisson épaisse et sucrée à l'abricot, est bue par les musulmans pendant le mois du Ramadan. Les abricots sont bouillis avec du sucre et de l'eau jusqu'à ce qu'ils soient épais et séchés au soleil sur des planches de bois. Les fruits séchés sont ensuite mélangés avec de l'eau et du sucre.
Le jallab est un sirop de fruits à base de mélasse de raisin, de dattes et d'eau de rose servi sur de la glace pilée, parfois avec des raisins secs ou des pignons de pin.
Le doogh (ou ayran ) est une boisson salée à base de yaourt très appréciée en Turquie et en Iran.

## Bienséance durant les repas

### Pays arabes
Dans certains pays arabes, en particulier dans la région du golfe Persique, il est courant que les convives mangent dans une assiette commune au centre de la table. Ils n'utilisent traditionnellement ni fourchettes ni cuillères; au lieu de cela, ils ramassent la nourriture avec du pain pita ou un pouce et deux doigts.
Dans la culture arabe, la main gauche est considérée comme impure et même les gauchers mangent avec la main droite. Une exception courante, cependant, est que la main gauche peut tenir un verre à boire lors de la consommation d'aliments gras avec la droite.
Il est de coutume de complimenter l'hôte pour sa nourriture et son hospitalité, et de goûter à chaque assiette sur la table. Si un invité ne laisse pas de nourriture dans son assiette, l'hôte la remplit généralement immédiatement.

#### Ramadan
Pendant le mois du Ramadan, la consommation alimentaire augmente considérablement dans les communautés musulmanes. Rompre le jeûne quotidien du lever au coucher du soleil est un banquet avec la famille et les amis, tandis que les banquets publics sont organisés par des organisations caritatives et d'autres associations.
Les cafés et les pâtisseries sont ouverts la nuit et les rues ont une atmosphère de carnaval. De nombreux musulmans, suivant l'exemple rapporté par Mahomet, rompent leur jeûne avec une datte suivie d'une variété de plats. Les pâtisseries sucrées et les puddings sont toujours présents les nuits du Ramadan.
La fin du Ramadan est marquée par l'Aïd el-Fitr, avec une grande quantité et variété de sucreries et de pâtisseries.
L'autre grande fête musulmane est l'Aïd al-Adha de quatre jours, la Fête du Sacrifice, qui a lieu pendant le mois de Dhou al-hijja (le mois du pèlerinage ). Un animal (généralement un mouton ou une chèvre) est abattu dans chaque foyer qui en a les moyens, de grands banquets sont préparés et de la nourriture est donnée aux pauvres.

### Turquie
Le thé est généralement servi dans des verres bombés, tenus par le bord, auxquels de l'eau peut être ajoutée. Une tasse de thé peut être remplie si elle est moins qu'à moitié pleine. On s'attend à ce qu'un invité d'honneur porte un toast, généralement peu de temps après l'hôte ou à la fin du repas.
Fourchettes, cuillères et couteaux sont utilisés. Parfois, le couteau est tenu dans la main droite et la fourchette dans la gauche, présentant le style britannique. Fumer peut être acceptable entre les plats d'un dîner,.
Dans des situations formelles et avec une compagnie plus traditionaliste, les hôtes sont assis en tête de table, avec l'invité d'honneur à côté d'eux du côté de la table le plus éloigné de la porte.
L'invité d'honneur est servi en premier, puis il est d'usage de servir des invités les plus âgés aux plus jeunes, avec un parti pris en faveur des hommes. Les convives ne commencent pas à manger tant que la personne la plus âgée à table ne commence pas à manger.
Dans certains restaurants informels, les plats sont commandés au moment voulu (pas tous en même temps au début d'un repas). Dans les restaurants informels, une table peut être partagée, mais les convives ne sont pas tenus de converser.
Les clients peuvent être tenus d'enlever leurs chaussures. Il est de coutume de dire Afiyet olsun ("Puisse ce que vous mangez apporter du bien-être") avant ou après avoir mangé, et de dire Elinize sağlik ("Bénis soient vos mains", un compliment pour le travail manuel impliqué dans la cuisine) à celui qui a préparé le repas après ce dernier.

### L'Iran
Les plats et aliments iraniens sont connus pour être à base de riz et l'Iran est populaire pour sa grande production de riz. Les plats sont généralement servis salés ou sucrés.
Dans les restaurants iraniens traditionnels, une grande table basse bordée de tapis persans et de coussins sur les côtés sert de cadre au repas. Les convives sont assis les jambes croisées en cercle et la nourriture est servie au centre (mangée avec des couverts dans des assiettes séparées). Le thé est servi dans des verres kamar baareek ("taille étroite") avec du sucre et des bonbons persans.
Lorsque vous recevez des invités à dîner à la maison, il est considéré comme discourtois de servir la nourriture en quantité suffisante, donc cette dernière est préparée en grande quantité. Une pratique persane importante est le taarof (politesse rituelle) où si une personne se voit offrir de la nourriture ou des boissons, elle refusera d'abord poliment. Ce n'est qu'après que l'hôte ait proposé à plusieurs reprises qu'elle est acceptée, ceci pour éviter de paraître gourmand.

## Mondialisation
En 2017, la cuisine du Moyen-Orient aurait été l'une des cuisines ethniques les plus populaires et à la croissance la plus rapide aux États-Unis. Des plats tels que le houmous et les falafels sont de plus en plus courants dans les restaurants à travers les États-Unis.
La cuisine du Moyen-Orient est souvent présentée à tort comme simplement interchangeable avec la cuisine méditerranéenne sur les marchés occidentaux.